# Coupe de la Ligue hongroise de football
La Coupe de la Ligue hongroise de football est une compétition de football organisée par la Ligue hongroise de football créée en 2007 avant d'être arrêtée en 2015.

## Palmarès
| Année     | Vainqueur      | Finaliste      | Score      |
| --------- | -------------- | -------------- | ---------- |
| 2007-2008 | Videoton       | Debrecen VSC   | 1-0 et 2-0 |
| 2008-2009 | Videoton       | Pecs Mecsek FC | 3-1        |
| 2009-2010 | Debrecen VSC   | Paksi SE       | 2-1        |
| 2010-2011 | Paksi SE       | Debrecen VSC   | 1-2 et 3-0 |
| 2011-2012 | Videoton       | Kecskeméti TE  | 3-0        |
| 2012-2013 | Ferencváros TC | Videoton       | 5-1        |
| 2013-2014 | Diósgyőri VTK  | Videoton       | 2-1        |
| 2014-2015 | Ferencváros TC | Debrecen VSC   | 2-1        |